# 拉登斯克

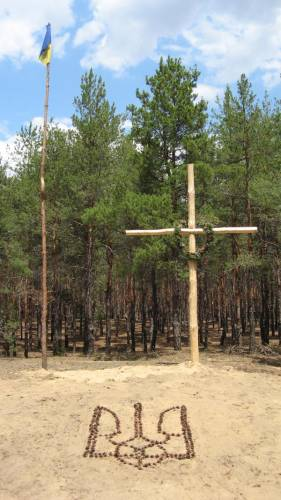
乌克兰自由战士纪念碑

拉登斯克（烏克蘭語：Раденськ），是烏克蘭南部赫爾松州赫尔松区奥莱什基市镇内的村落。始建於1796年，面積165平方公里，海拔高度11米，2001年人口3,972，人口密度每平方公里24.1人。俄羅斯入侵烏克蘭後，當地被俄羅斯佔領。